# Extremos geográficos de Alemania
Los extremos geográficos de Alemania (en alemán Zipfelbund) son los cuatro puntos geográficos extremos de Alemania, representados por cuatro ciudades: el municipio más septentrional de Alemania que es List en Sylt, el municipio más occidental Selfkant, el municipio más meridional Oberstdorf y el municipio más oriental Neißeaue. 
| Escudo | Municipio  | Estado                      | Coordenadas          | Habitantes |
| ------ | ---------- | --------------------------- | -------------------- | ---------- |
|        | Neißeaue   | Sajonia                     | 51° 9′ N, 14° 59′ O  | 1.705      |
|        | Selfkant   | Renania del Norte-Westfalia | 51° 1′ N, 5° 55′ O   | 10.263     |
|        | Oberstdorf | Baviera                     | 47° 25′ N, 10° 17′ O | 9.974      |
|        | List       | Schleswig-Holstein          | 55° 1′ N, 8° 26′ O   | 2.462      |

A veces hay dudas sobre si la ciudad de Görlitz se ha de considerar un de los extremos geográficos de Alemania, puesto que el municipio vecino de Neißeaue está situado 2 km más al este. 
Con motivo del acto central de la fiesta del Día de la Unidad Alemana de 1999 en Wiesbaden fueron designados oficialmente los cuatro extremos alemanes. Con esto se fijaron los cuatro municipios extremos, estableciéndose relaciones de cooperación y actividades para fomentar el hermanamiento entre dichos municipios.